# Leptogaster spinitarsis
Leptogaster spinitarsis är en tvåvingeart som beskrevs av Bromely 1951. Leptogaster spinitarsis ingår i släktet Leptogaster och familjen rovflugor. Inga underarter finns listade i Catalogue of Life.